# Doina Melinte
Doina Ofelia Melinte (geboren Beșliu) (Hudesti, 7 december 1956) is een voormalige Roemeense atlete. Ze werd olympisch kampioene op de 800 m en won goud op de 1500 m op de Europese indoorkampioenschappen van 1985, 1988 en 1990. In 1990 won ze de wedstrijd in een Europees record van 4.00,27. Op dezelfde dag verbeterde ze ook het wereldindoorrecord op de mijl naar 4.17,14. Dit wereldrecord hield stand tot in 2016, maar is nog steeds het huidige Europese indoorrecord.

## Loopbaan
Op de Olympische Spelen van 1984 in Los Angeles won Melinte een gouden medaille op de 800 m voor Kim Gallagher (zilver) en landgenote Fita Lovin (brons), alsmede zilver op de 1500 m achter Gabriella Dorio (goud) en voor de Roemeense Maricica Puică (brons).
Hierna won Melinte een bronzen medaille op de Europese kampioenschappen in 1986. Een jaar later liep ze op de wereldkampioenschappen in Rome op de 1500 m een kampioenschapsrecord van 4.05,68. Ze verdedigde haar WK indoortitel in 1989 met succes en verbrak opnieuw het kampioenschapsrecord naar 4.04,79.

## Titels
- Olympisch kampioene 800 m - 1984
- Wereldindoorkampioene 1500 m - 1987, 1989
- Europees indoorkampioene 800 m - 1982, 1989
- Europees indoorkampioene 1500 m - 1985, 1988, 1990
- Roemeens kampioene 800 m - 1982, 1983, 1984, 1989
- Roemeens kampioene 1500 m - 1983, 1984, 1985, 1992

## Persoonlijke records
Outdoor
| Onderdeel   | Prestatie | Datum            | Plaats        |
| ----------- | --------- | ---------------- | ------------- |
| 600 m       | 1.23,5    | 27 juli 1986     | Poiana Brašov |
| 800 m       | 1.55,05   | 1 augustus 1982  | Boekarest     |
| 1000 m      | 2.31,85   | 17 augustus 1990 | Berlijn       |
| 1500 m      | 3.56,7    | 12 juli 1986     | Boekarest     |
| 1 Eng. mijl | 4.18,13   | 14 juli 1990     | Oslo          |

Indoor
| Onderdeel   | Prestatie           | Datum           | Plaats          |
| ----------- | ------------------- | --------------- | --------------- |
| 800 m       | 1.59,00             | 8 februari 1987 | Boedapest       |
| 1500 m      | 4.00,27             | 9 februari 1990 | East Rutherford |
| 1 Eng. mijl | 4.17,14 (ex-WR; ER) | 9 februari 1990 | East Rutherford |

## Palmares

### 800 m
- 1981:  Universiade - 1.57,81
- 1982:  EK indoor - 2.00,39
- 1983:  Universiade - 1.59,93
- 1983: 6e WK - 2.00,13
- 1984:  OS - 1.57,60
- 1984:  EK indoor - 1.59,81
- 1985:  Memorial Van Damme - 1.58,27
- 1989:  EK indoor - 1.59,89
- 1989:  Europacup A - 1.58,04
- 1989:  Wereldbeker - 1.56,55

### 1500 m
- 1981:  Universiade - 4.05,74
- 1983:  Universiade - 4.07,34
- 1983: 6e WK - 4.04,42
- 1984:  OS - 4.03,76
- 1985:  Europacup B - 4.05,24
- 1985:  Wereldbeker - 4.19,66
- 1985:  EK indoor - 4.02,54
- 1986:  EK - 4.02,44
- 1987:  WK indoor - 4.05,68
- 1987:  Europacup B - 4.03,03
- 1987:  WK - 3.59,27
- 1988:  EK indoor - 4.05,77
- 1988: 9e OS - 4.02,89
- 1989:  WK indoor - 4.04,79
- 1989:  Europacup A - 4.05,83
- 1990:  EK indoor - 4.09,73
- 1991:  Europacup A - 4.00,83
- 1991: 4e WK indoor - 4.06,65
- 1991: 4e WK - 4.03,19
- 1992:  EK indoor - 4.06,90

### 1 Eng. mijl
- 1987:  Grand Prix Finale - 4.24,05
- 1989:  Grand Prix Finale - 4.25,56

### veldlopen
- 1983: 15e WK (lange afstand) - 14.15